# Anggun
Anggun Cipta Sasmi (født i Jakarta, 29. april 1974) er en indonesisk sanger og skuespiller. Hun var den første asiatiske sanger, som fik en karriere udenfor Asien.[kilde mangler] Nu bor hun i Paris, Frankrig, og fortsætter der sin internationale karriere. Danskere kender nok bedst Anggun's popvokal fra Jesper Winge Leisner's originale soundtrack til Dogmefilmen "Elsker dig for evigt" (2002).

## Albums
- Dunia Aku Punya (1986)
- Anak Putih Abu Abu (1991)
- Nocturno (1992)
- Anggun C. Sasmi... Lah!!! (1993)
- Yang Hilang (1994)
- Snow on the Sahara / Au Nom de la Lune (1997)
- Chrysalis / Désirs Contraires (2000)
- Open Hearts – Originalt soundtrack (2002)
- Luminescence (2005)
- Best Of (Indonesien, Malaysia, Italien) (2006)
- Elevation (2008)
- Echoes / Echos (2011)

## Singles

### Fransk
- La Neige au Sahara
- La Rose des Vents
- Au Nom de la Lune
- La Ligne des Sens
- Un Geste D'Amour
- Derierre la Porte
- Être Une Femme
- Cesse la Pluie
- Juste Avant Toi
- Garde Moi
- Ton Amour Ocean
- Ête en Paris (sammen med DJ Cam)

### Engelske
- Snow on Sahara
- A Rose in the Wind
- Dream of Me
- Life on Mars
- Still Reminds Me
- Chrysalis
- Summer in Paris (sammen med DJ Cam)
- Your Ocean Love
- Open Your Heart
- Deep Blue Sea (sammen med Deep Forest)
- Kirana (sammen med Jose Barinaga)
- Sang Penari (sammen med Jose Barinaga)
- In Your Mind
- Undress Me (Italien)
- Saviour
- Al of You (sammen med Julio Iglesias)
- I'll be Alright
- A Crime
- Crazy